# Beni Slimane
Beni Slimane (em árabe: بني سليمان) é uma comuna localizada na província de Médéa, Argélia. De acordo com o censo de 2008, a população total da cidade era de 33 779 habitantes.